# 旧鳥羽小学校校舎
旧鳥羽小学校校舎（きゅうとばしょうがっこうこうこうしゃ）は、三重県鳥羽市鳥羽三丁目にある建築物。1929年（昭和4年）に竣工し、2008年（平成20年）まで鳥羽市立鳥羽小学校の校舎として利用された。校舎としては三重県で初めて建設された鉄筋コンクリート構造の建築物であり、現存する三重県最古の鉄筋コンクリート建築物である。2010年（平成22年）に日本の登録有形文化財に登録を受けた。

## 構造・設計
旧鳥羽小学校校舎は鉄筋コンクリート構造3階建ての建築物であり、上から見るとEの字形をしている。清水栄二の設計、西本組（現・三井住友建設）の施工による。清水は神戸市役所の職員で、作品は兵庫県神戸市周辺に集中しているが、鉄筋コンクリート構造の建築物を設計できる数少ない建築家であったことから、各地の町村役場から受注しており、旧鳥羽小学校校舎もその1つである。
移転直前の教室配置
| 階  | 西側                       | 中央部                                       | 東側                                             |
| 3階 | ロッカー、図書館、普通教室 | 講堂                                         | 普通教室                                         |
| 2階 | 理科室、普通教室           | 普通教室、コンピュータ室、資料室             | 普通教室                                         |
| 1階 | 昇降口、普通教室           | 玄関、校長室、資料室、宿直室、放送室、印刷室 | 職員室、普通教室（特殊学級含む）、保健室、昇降口 |

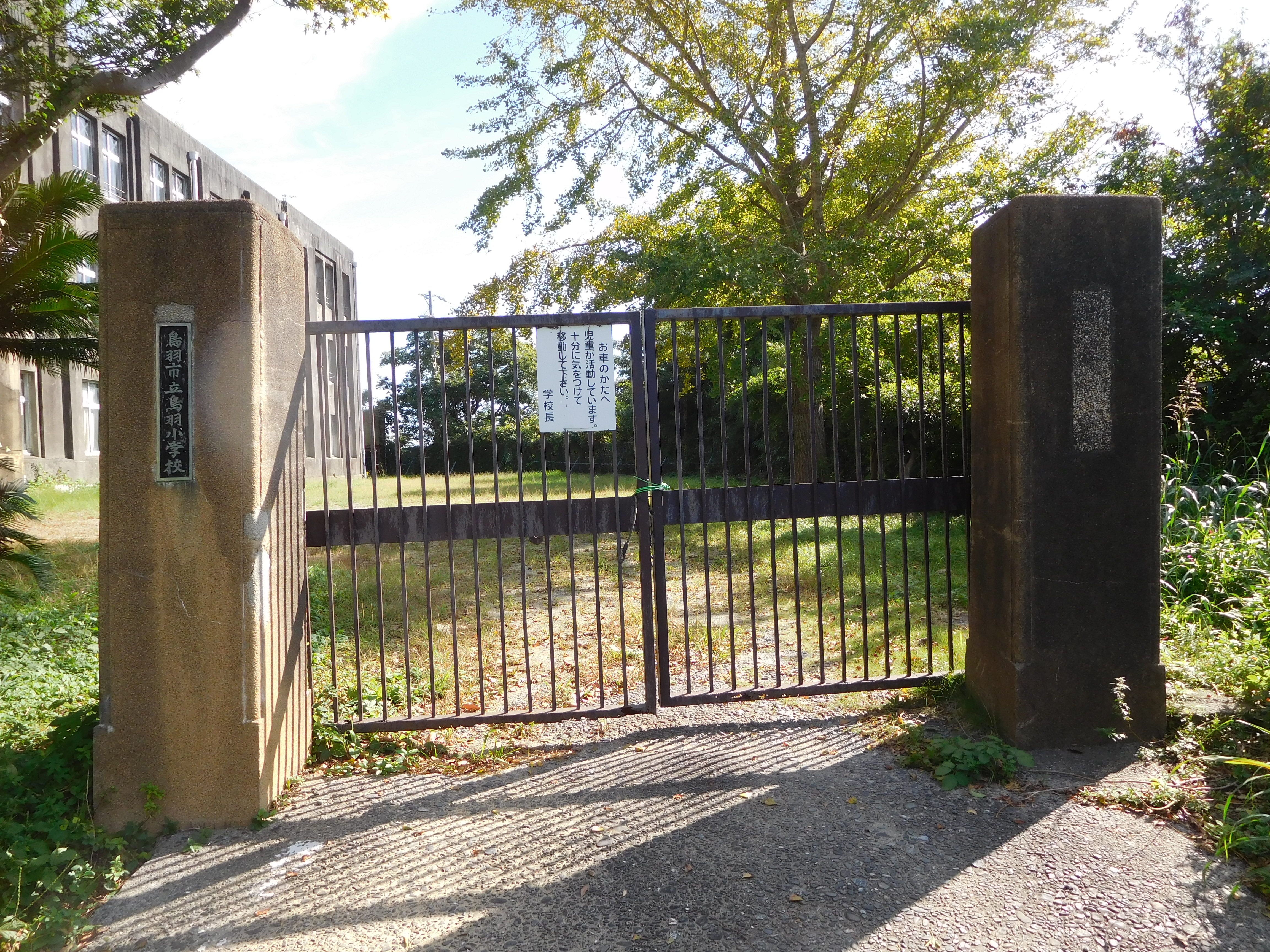
正門

表面は長さ67.48 mあり、モルタルで仕上げている。ロマネスク建築を彷彿させる3連のアーチ窓や演台のようなバルコニーがアクセントになっている。
建築としての特徴は、背面の3階部分が斜面に張り出して、その内部が大空間の講堂となっていること、随所にアール・デコ調の意匠を取り入れていることである。窓、柱、バルコニーはゴシック調を取り入れ、校舎1階には太い円柱の柱が廊下に立っている。廊下は木材でできており、卒業生からは「温かみがある」と評価されていた。内壁は漆喰が塗られている。
正門は、コンクリートに人造石洗い出し仕上げを施した門柱と鉄の門扉で構成され、どちらも経年劣化が進んでいる。校舎北側の手洗い場は、水道の閉鎖に伴い蛇口が撤去され、外枠だけの状態で残っている。
現役の校舎として利用されていた頃には、プールや体育館がない、バリアフリー非対応などの課題があった。

### 保存状態

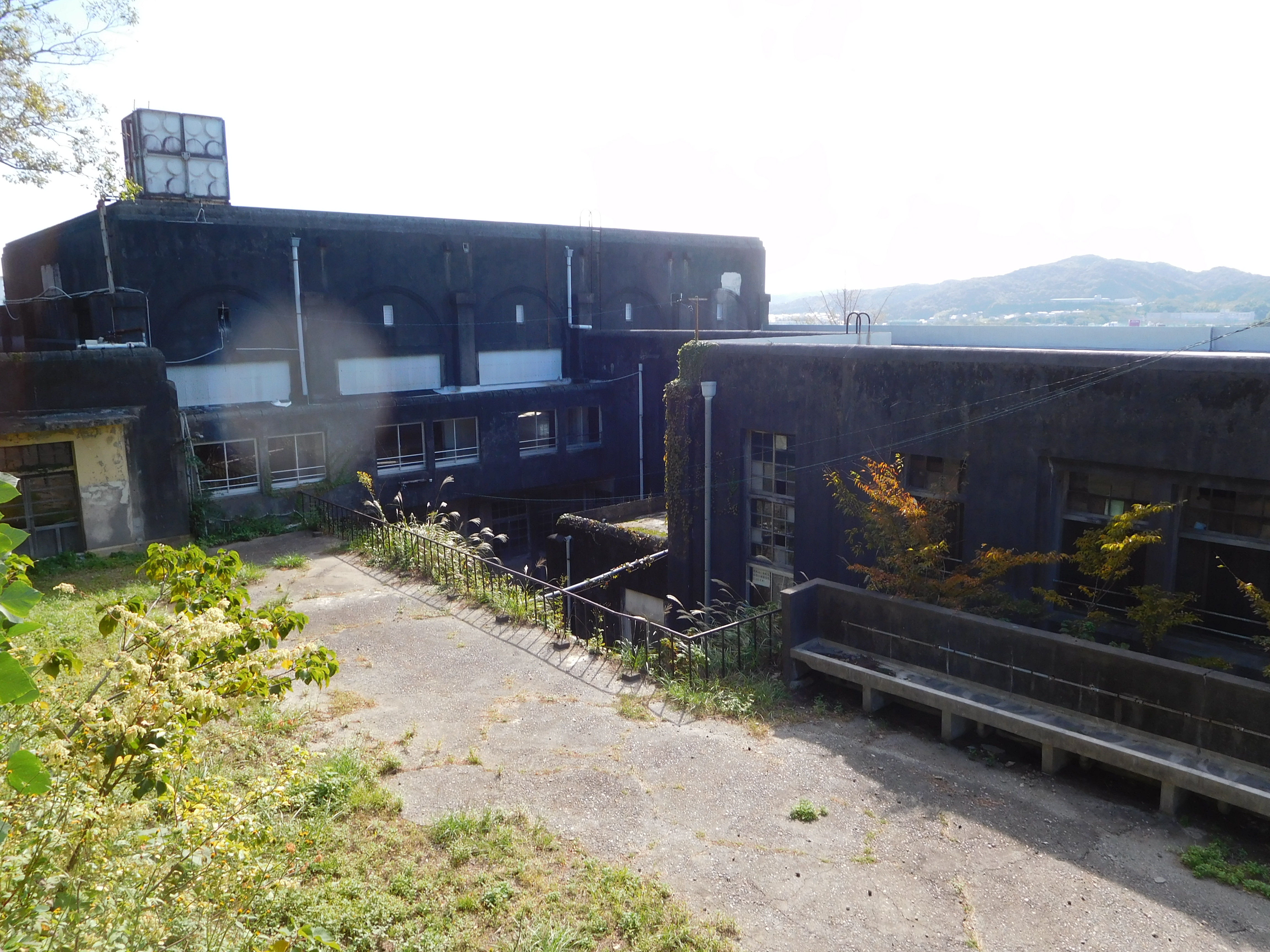
校舎裏面（左側が講堂）

おおむね建築当初の状態を保っているが、床板は校長室などごく一部を除き全面的に張り替えられ、照明器具は玄関のペンダントライト以外交換された。建具は建設当時の木製のものが一部残存し、外側はアルミサッシに変更された。
2015年（平成27年）の「旧鳥羽小学校校舎保存活用計画」策定時点では、内壁の漆喰剥離、屋上の排水不良による内部の雨漏りが発生しており、北から南に傾斜する山腹に建設されたため、校舎北面と1階の採光不良と湿気が課題になっていた。
2022年（令和4年）11月28日から2023年（令和5年）3月17日にかけて、亀川組の施工により、外壁と屋上の改修工事が行われた。

## 立地

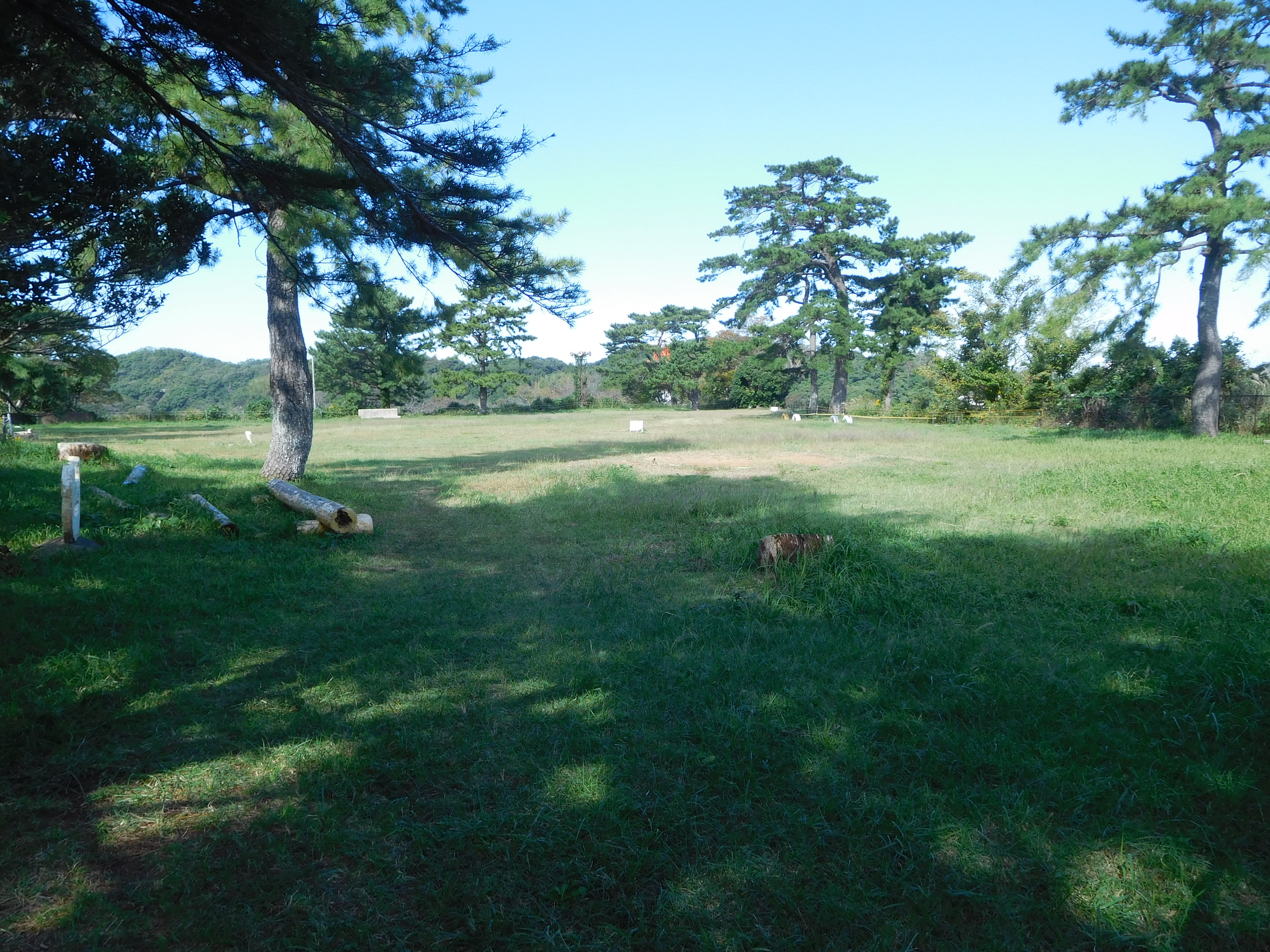
旧運動場（本丸跡）

旧校舎は九鬼嘉隆が築城した鳥羽城の本丸跡地付近（二の丸跡）に建設された。鳥羽城は標高40 mの城山に築城され、海側に大手門が設けられていた。1965年（昭和40年）12月9日に三重県指定史跡「鳥羽城跡」が指定され、校地もこれに含まれたため、現地での建て替えが困難となった。
本丸跡そのものは、旧鳥羽小学校の運動場として使われていた。学校の運動場としての利用を終えて以降、避難場所として利用されている。

## 歴史

### 建設前史（1873-1929）
鳥羽小学校は、1873年（明治6年）11月20日に鳥羽藩の藩校・尚志館を母体として開校した大里学校を起源としている。開校当初は寺院を校舎に充てていたが、1894年（明治27年）11月に新校舎が落成し、これをしばらく利用した。
しかし、経年劣化による校舎の老朽化と教室不足のため、時の鳥羽町は錦町（現・鳥羽三丁目）にあった校舎を全面改築し、校地も拡張することを計画した。ところが鳥羽町会は校地変更意見書が提出されるなどして紛糾し、町民からも負担が重すぎるとして反対署名や三重県への陳情などの運動が起こされた。こうした情勢で、鳥羽出身の御木本幸吉は鉄筋コンクリート校舎の建設を助言し、資金を提供したことから、町長の赤坂治郎吉の「英断」により、鳥羽城跡に新校舎を建設することが決定した。

### 現役校舎時代（1929-2008）

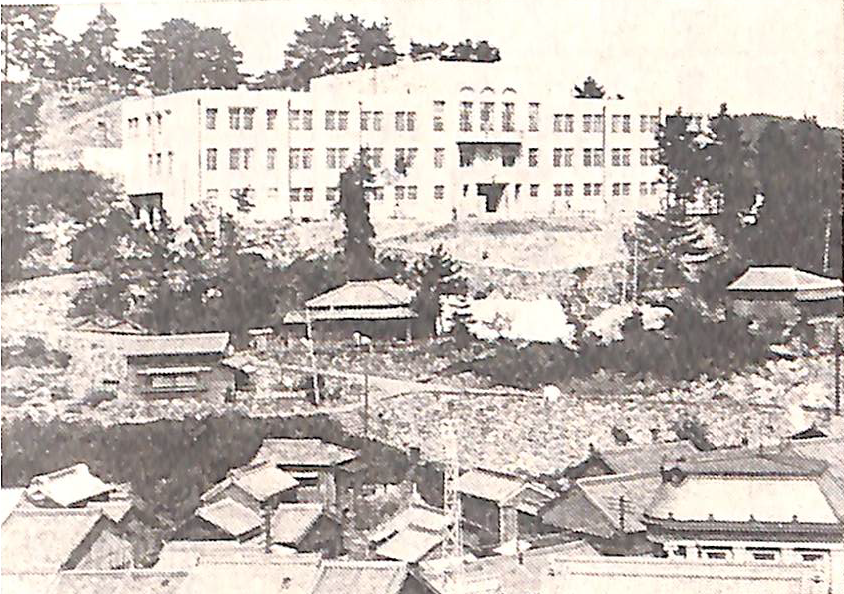
建設当時の鳥羽尋常高等小学校（1929年）

1928年（昭和3年）9月26日に施工者の西本組神戸出張所で地鎮祭を挙行して着工、1929年（昭和4年）2月16日に竣工した。完成した校舎は鳥羽城跡にそびえるように立ち、「三重県初の鉄筋コンクリート校舎」、「設備は県下一」と讃えられ、物珍しさから県内各地より見学者が訪れた。来訪者に梨本宮守正王・王妃伊都子（1929年〔昭和4年〕11月26日）、久邇宮多嘉王・王妃静子・王子・王女（1930年〔昭和5年〕3月30日）、李鍵王（1930年〔昭和5年〕7月3日）、三重県知事の広瀬久忠（1932年〔昭和7年〕2月7日）らがいる。
実際に学校として利用されるようになったのは同年9月からで、9月3日に移転し9月26日に落成式を挙行した。11月21日・11月22日には全国初等教育大会が開催された。
学制改革により、1947年（昭和22年）に鳥羽中学校（統合を経て鳥羽市立鳥羽東中学校）が創立すると、鳥羽小の校舎の一角を貸与した。1948年（昭和23年）には義務教育、特に中学校優先の原則により、鳥羽中学校と鳥羽高等学校が校舎を交換することになったため、鳥羽小の一角に鳥羽高校が移転した。鳥羽高校は翌1949年（昭和24年）に元の校舎に復帰し、鳥羽小単独の校舎に戻った。1954年（昭和29年）9月、校舎建設費を出資した御木本幸吉が死去し、校内で葬儀が行われた。
1961年（昭和36年）、給食室が焼失し、1962年（昭和37年）から3年事業で校舎の大規模修繕と給食室の再建が行われた。

#### 保存と移転を巡る展開（1989-2008）
1989年に平成の時代に入ると、モルタルの剥離や雨漏りが目立つようになり、校舎の建て替えが検討された。2000年（平成12年）7月16日には市の計画が具現化する前に、住民の要望を行政に届けようと「ボランティアで創る鳥羽小建設を考える会」が初会合を行い、校舎の良い点と悪い点が列挙された。2002年（平成14年）12月、鳥羽市は校舎の改築を打ち出したが、その後の調査で設計者が清水栄二であることが判明し、PTAや同窓会は現校舎を保存し、よりよい場所へ新校舎を建設し、移転するよう声を上げた。
2003年（平成15年）の時点では、市側は適当な校地を確保できないとして改築の姿勢を崩していなかったが、2004年（平成16年）1月8日の年頭記者会見で井村均市長が用地交渉中であることを公表した。この時の予定地は鳥羽一丁目の神鋼電機（現・シンフォニア テクノロジー）鳥羽工場敷地の一部であり、土壌調査まで行われたが、反対の声が上がり、6月に白紙撤回された。これに代えて、2005年（平成17年）1月に東急不動産が所有する小浜町のホテル跡地が候補に挙がったが、これも市民の賛同意見が少なく断念された。この頃の校舎は雨漏りが激しく、3階の講堂や教室では、バケツで雨水を受け止めて凌いでいる状態であった。2006年（平成18年）3月になって堅神町の民有地が選定され、ここで決着した。
移転地が決定すると、校舎の保存・解体問題が再燃した。2007年（平成19年）5月9日には「鳥羽小現校舎の保全活用を進める会」が校舎保存を求めて市長に要望書を提出、2008年（平成20年）6月2日には校舎保存を求める7,505人分の署名簿が市議会に提出された。同年12月1日、木田久主一市長は校舎の保存を正式決定したと発表し、12月22日に現役の校舎としての役割を終えた。80年使われたこの校舎からは約13,300人が卒業していった。この間、雨漏り対策や床の張り替えなど大小合わせて33件の補修が行われた。

### 文化財時代（2009-）
学校としての利用を終了すると、旧校舎は暫定的に民俗資料や文化財の保管庫として利用することになった。鳥羽小の堅神町への移転により、旧校舎は保存・活用が検討され、旧鳥羽小学校活用検討準備委員会（2009年=平成21年）、旧鳥羽小学校活用検討委員会（2010年=平成22年）で議論が行われた結果、郷土資料館、民間団体による活用、防災時の避難施設とする方針が示された。この間、2009年（平成21年）7月18日に鳥羽小同窓会などの主催により親子写生会と撮影会が開かれ、2010年（平成22年）1月15日、登録基準の「造形の規範となっているもの」を満たすものとして、日本国の登録有形文化財（建造物）に登録された。登録番号は第24-0086号である。
これを受け鳥羽市当局は2011年（平成23年）度に耐震診断を実施し、2015年（平成25年）3月に「旧鳥羽小学校校舎保存活用計画」を策定した。この計画では、「当初の姿を守りながら展示施設・社会教育施設としての機能を持たせる」ことを基本とし、校舎内の各部屋を、当初の姿をそのまま残す「保存部分」、姿を維持する「保全部分」、活用のために整備する「整備・活用部分」に区分し、活用に向けては一般公開する「公開部分」、バックヤードとして利用する「非公開部分」、立入禁止区域の「封鎖部分」に分類した。また鳥羽小の移転により、鳥羽城の史跡公園としての整備が可能となり、三の丸跡や城山遊歩道が整備された。例えば、2013年（平成25年）に行われた発掘調査では、九鬼嘉隆の築城当時の石垣や絵図に記録されていた大井戸が発見された。
2023年（令和5年）に創立150周年を迎え、同年10月23日に創立記念式典で放映するための動画撮影が旧鳥羽小学校の講堂で行われた。全校児童約160人は、市教育委員会担当者から学校史の解説を受けた後、講堂で校歌を歌った。

## 一般公開

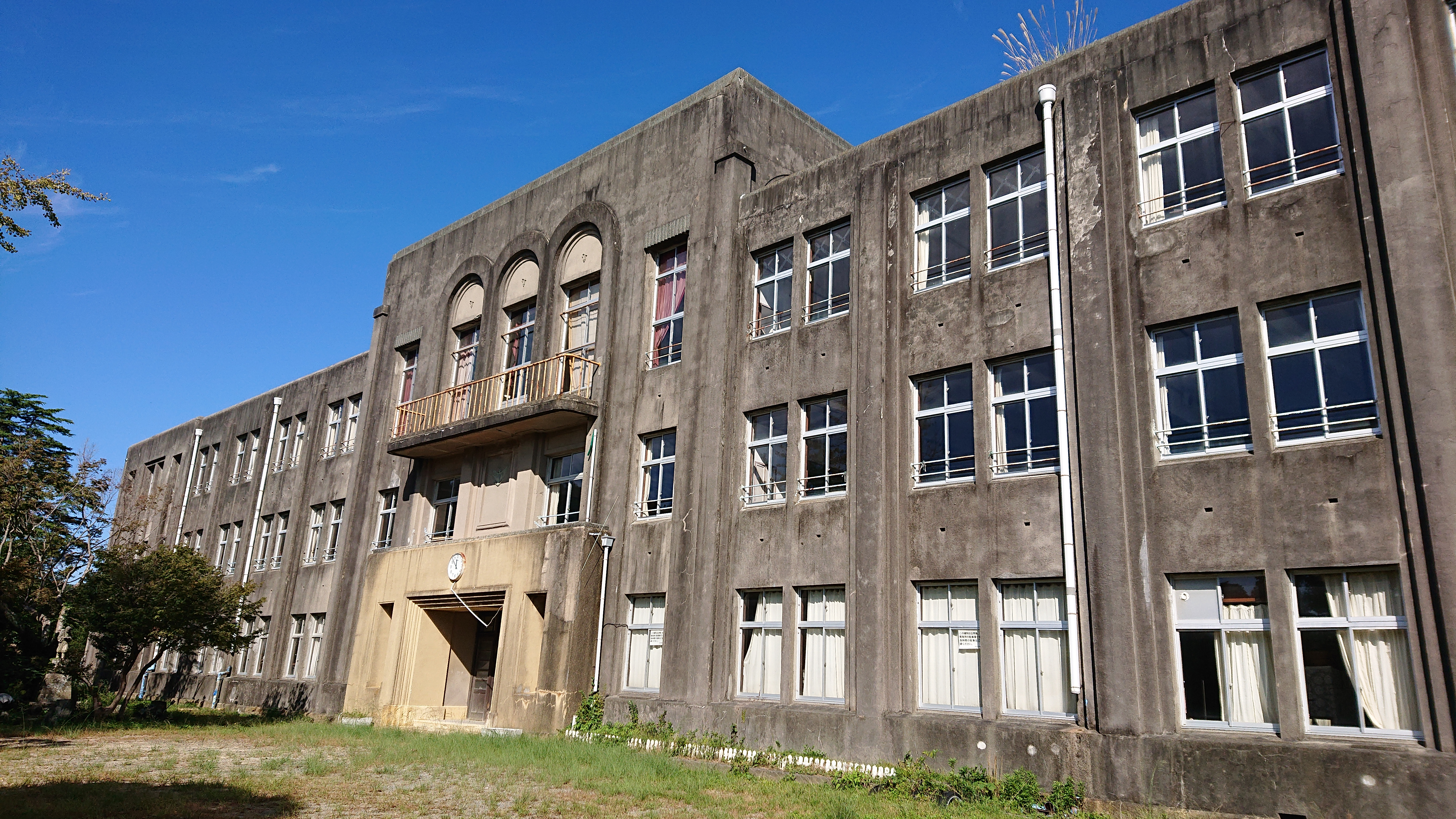
校舎表面

旧校舎の外観やグラウンド部分は自由に見学することができるが、2024年（令和6年）1月現在、校舎内に立ち入ることはできない。鳥羽市教育委員会に前もって申請し、許可された場合は職員立ち合いの下で見学することができる規定になっているものの、市は原則非公開としている。旧校舎に常駐の職員はおらず、通常は防犯カメラで警備し、年2回草刈りと清掃を行っている。2023年（令和5年）3月下旬には、窓ガラスを割られ、何者かが出入りした形跡が確認され、同年7月10日に愛知県の少年を建造物侵入の疑いで鳥羽警察署が逮捕した。
「旧鳥羽小学校校舎保存活用計画」では、1・2階の西半分と3階の大部分を公開部分に指定し、1階の旧校長室を校舎の歴史展示室に、2階の旧資料室を現役時代の教室を再現した教育展示兼講座室に、3階の講堂を多目的ホールにすることなどが計画されている。この計画では具体的な一般公開の時期を定めていない。鳥羽市では旧校舎の整備を、消防庁舎の新築や鳥羽市民体育館の改修工事などと並んで最重要事業と位置付け、2017年（平成29年）より保存・活用に向けた工事を順次進めているところである。